# Кудепста (платформа)
Куде́пста — закрытая и вновь планируемая к постройке платформа Северо-Кавказской железной дороги РЖД, расположена в микрорайоне Кудепста Адлерского района города Сочи, Краснодарский край, Россия. Платформа закрыта в 1992 году. В 2024 году стало известно, что её планируют построить вновь.

## История
Платформа была открыта в 1929 году. Ранее, до 1970х годов, располагалась в районе пляжа санатория Кудепста. Позднее, после строительства гостиницы «Бургас», была перенесена в районе гостиницы Бургас, ориентировочно в 1976-1977 году. Закрыта в 1992 году.
Изображение

## Перспективы
В 2024 году местные жители обратились к властям города Сочи с просьбой вновь построить железнодорожную платформу в микрорайоне Кудепста. В ОАО «РЖД» признали социальную значимость объекта и сообщили, что платформу могут начать строить раньше 2027 года. Так, в Кудепсте собираются разместить две пассажирские платформы. Предварительная стоимость проекта составляет 190 миллионов рублей.
Остановочный пункт планируется разместить в районе пляжа санатория Кудепста, на правом берегу реки Кудепста.